# حسن أباد مجد الدولة
حسن‌ أباد مجد الدولة هي قرية في مقاطعة نظر أباد، إيران. عدد سكان هذه القرية هو 77 في سنة 2006.